# Knüttelbach
Der Knüttelbach ist ein etwa 2,5 km langer Bach im Landkreis Heilbronn im mittleren Baden-Württemberg, der im  Ortsteil Olnhausen der Gemeinde Jagsthausen von rechts und Norden über den dortigen kurzen Mühlgraben in die untere Jagst mündet.

## Geographie

### Verlauf
Der Knüttelbach entsteht am Westsüdwestrand des Leuterstaler Waldes an der Grenze zwischen dem Feldgewann Salenbusch der Gemeinde Jagsthausen an der linken, südöstlichen und dem Feldgewann Knüttelbach der Kleinstadt Widdern an der nordwestlichen Gegenseite des anfänglichen Laufes auf etwa 317 m ü. NHN. Er fließt zunächst in recht gerade gezogenem Graben und zwischen nur sporadischem Baum- und Strauchbewuchs an den Ufern weniger als einen halben Kilometer weit etwa südwestlich, zuletzt ein kurzes Stück auch verdolt unter einem Acker. Danach wendet er sich, inzwischen etwa 30 Höhenmeter gegenüber den säumenden Hügeln eingetieft, im Innern des Jagsthausener Gebietes und von einem Feldweg begleitet, auf südlichen und später südsüdöstlichen Lauf.

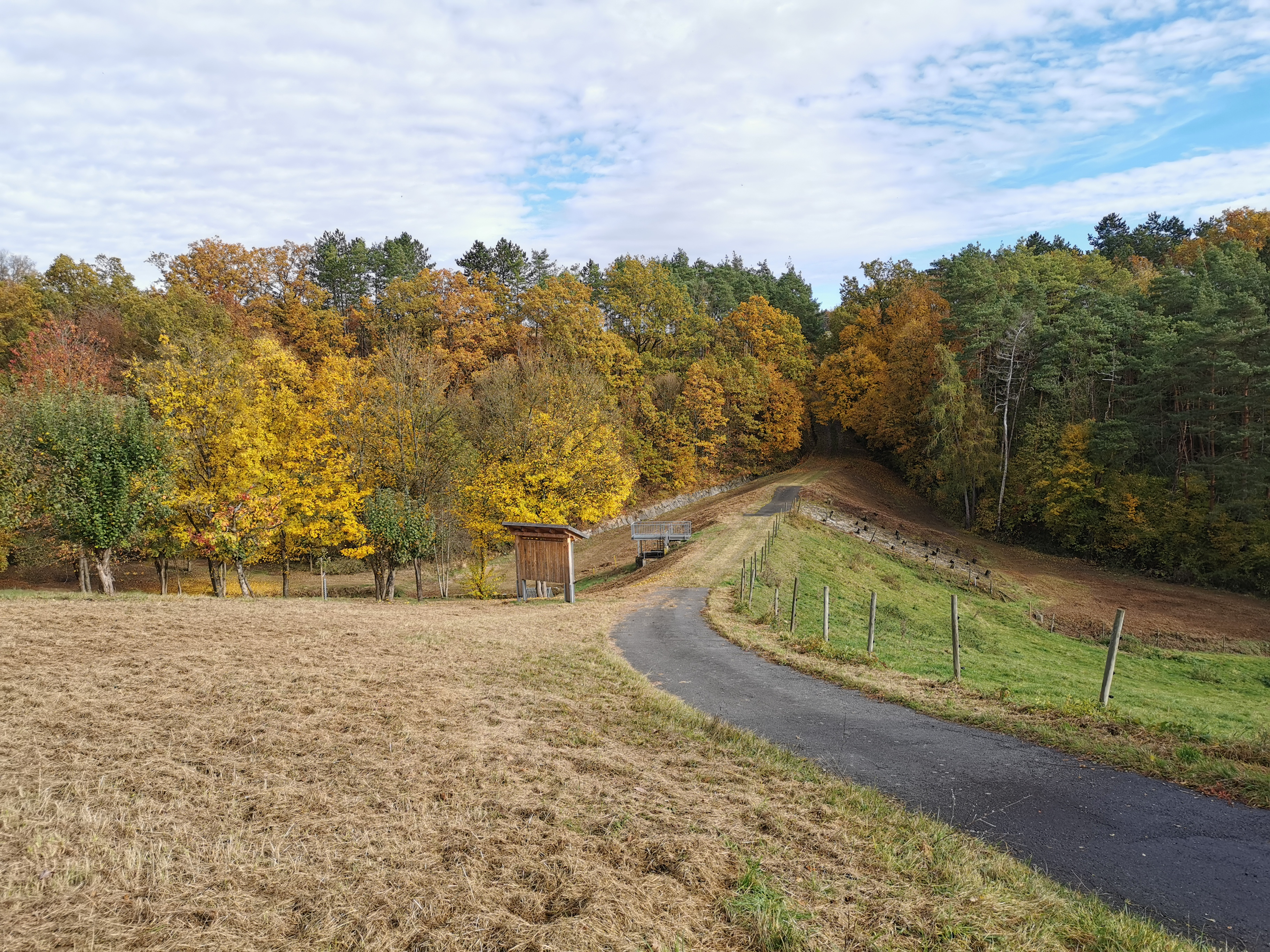
Damm des Rückhaltebeckens

Mehr als einen halben Kilometer weiter durchfließt er unter dem inzwischen am rechten Hang ziehenden Wirtschaftsweg ein Rückhaltebecken. Danach beginnt er in der sogenannten Klinge in schwachen Kurven am lange nur links angrenzenden Hangwald entlang zu laufen, während gegenüber anfangs nur eine Ufergalerie aus Bäumen steht. Einen starken halben Kilometer vor der Mündung knickt das dort auf kurzem Abschnitt beidseitig bewaldete Tal um etwa 70° nach rechts. 

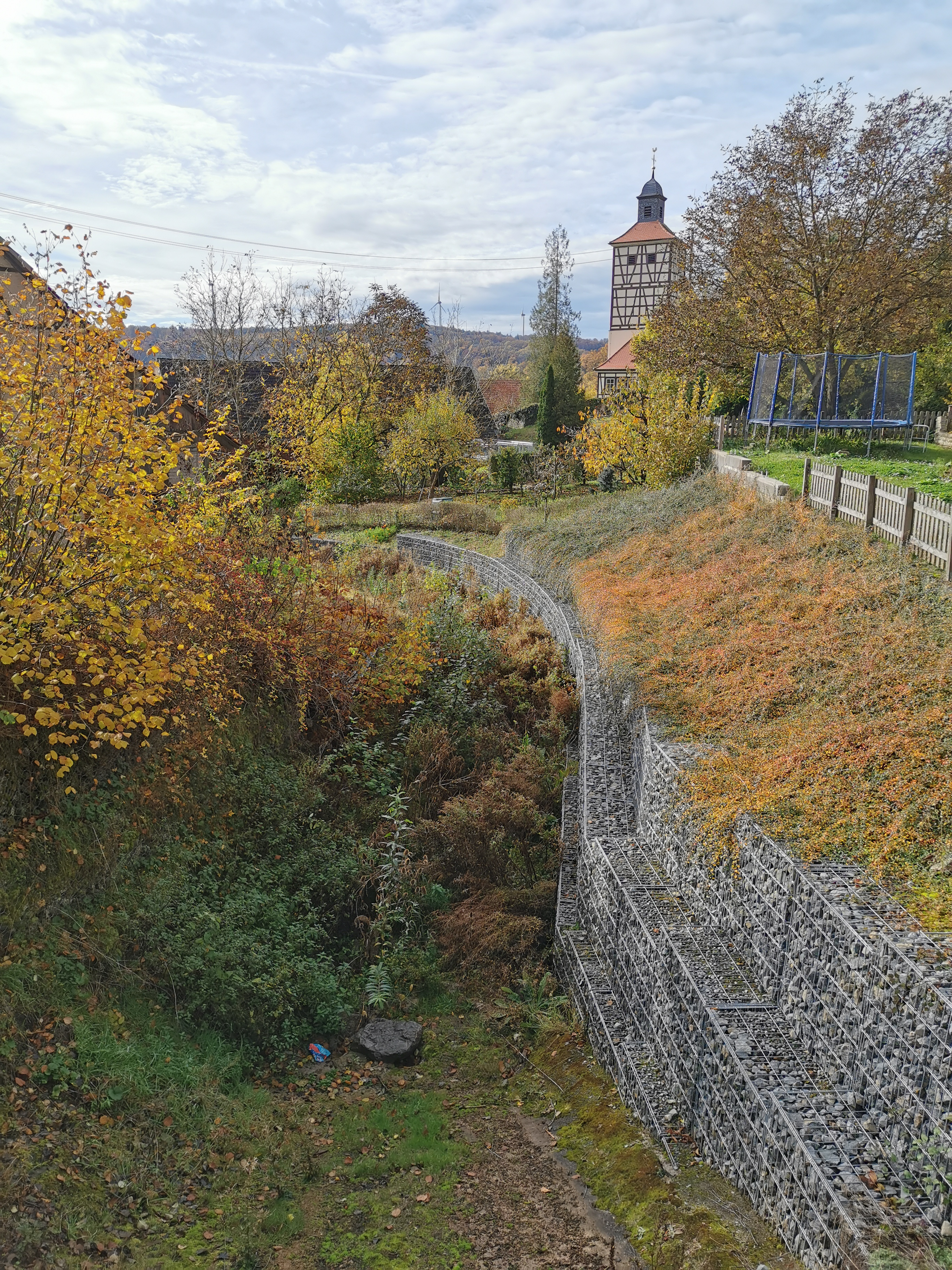
Knüttelbach am Ortseingang von Olnhausen

 Nach wenigen hundert Metern tritt der Bach daraus in den Ortsteil Olnhausen von Jagsthausen ein. Die beidseitige Galerie endet vor der Ortsmitte und der Bach verschwindet in einer Verdolung unter der Rathausstraße, die in seiner weiterhin südwestlichen Richtung verläuft. Nach dem Haus Rathausstraße 24 am südlichen Ortsrand fließt er für seine letzten fünfzig Meter wieder offen und nunmehr südwärts unter Bäumen. Er mündet auf etwa 187 m ü. NHN, wenige Meter abwärts der Brücke der Rathausstraße über diesen, von rechts in den Mühlkanal des Ortes, welcher selbst wenig mehr als fünfzig Meter weiter abwärts von rechts in die untere Jagst zurückfließt.

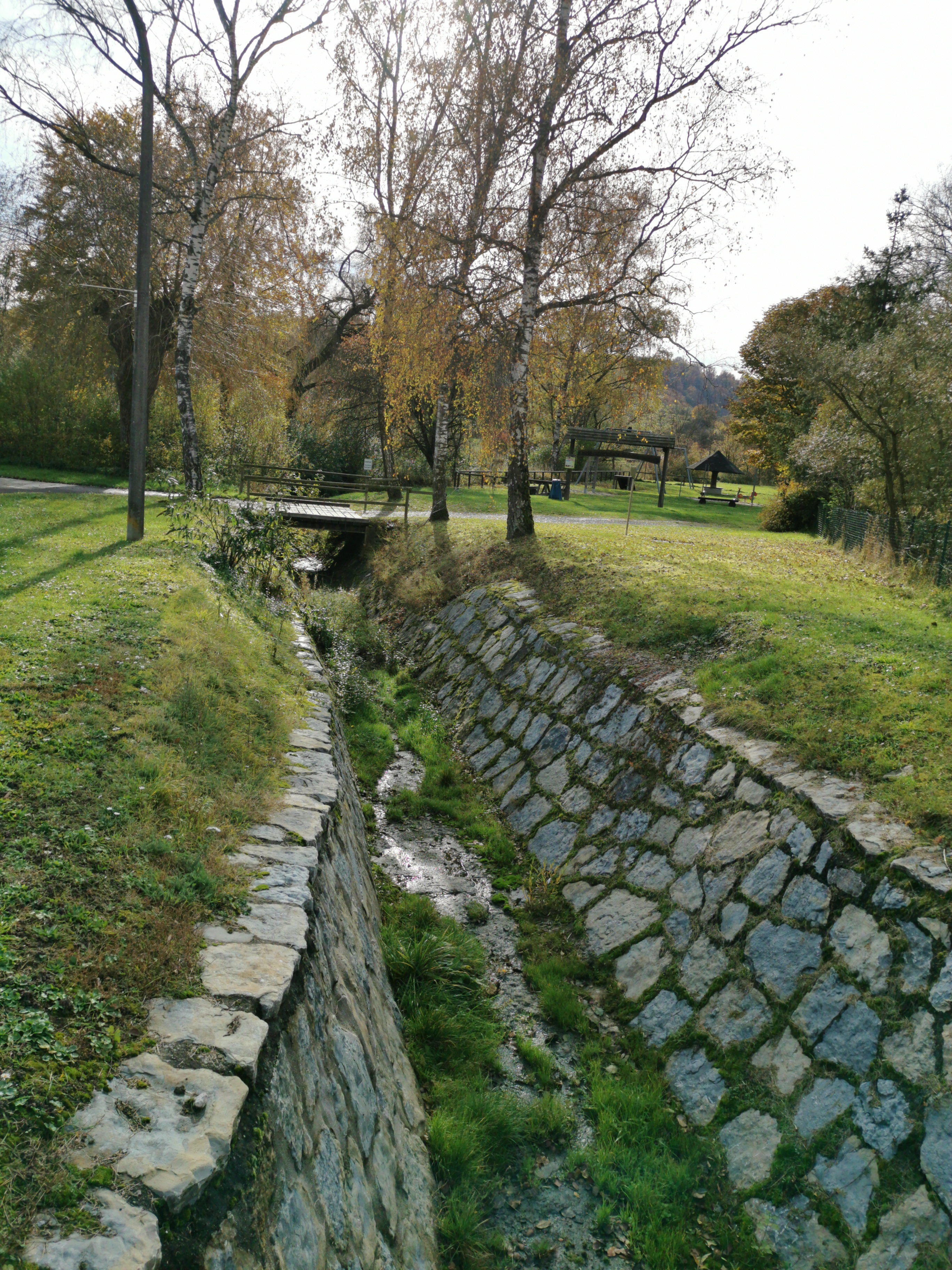
Der Knüttelbach kurz vor der Mündung

 Der mit mittlerem Sohlgefälle von etwa 54 ‰ steil zu Tale ziehende Knüttelbach mündet nach etwa 2,4 km ungefähr 130 Höhenmeter unterhalb seines Ursprungs. Er hat keine wesentlichen offenen Zuflüsse.

### Einzugsgebiet
Der Knüttelbach hat ein etwa 1,9 km² großes Einzugsgebiet, von dem der nördliche und mittlere Teil, naturräumlich gesehen, zum Unterraum Seckach-Kessach-Riedel, der mündungsnahe südliche zum Unterraum Unteres Jagsttal der Kocher-Jagst-Ebenen gehört. Der höchste Punkt an der Nordspitze liegt auf der 351,4 m ü. NHN erreichenden Waldkuppe des Obernbergs, links des Oberlaufes erhebt sich eine weitere Kuppe an der östlichen Wasserscheide nun schon in der Ackerflur Birkach wieder bis auf 343,7 m ü. NHN.
Beide haben eine inselhafte Bedeckung mit Lösssediment aus quartärer Ablagerung. Die übrigen Höhenlagen vor dem Beginn des Bachlaufs und an beiden Wasserscheiden liegen im Lettenkeuper (Erfurt-Formation). In der Talmulde und an den Unterhängen bis nach Olnhausen steht Oberer Muschelkalk an. Im Ort kreuzt der Bach dann einen schmalen Streifen Mittleren Muschelkalks am Jagsttalrand, passiert einen kleinen Schwemmkegel und mündet dann im Auenlehmband um die Jagst.
Jenseits der östlichen Wasserscheide im oberen Abschnitt zieht ein nur periodisch wasserführender Bach von Leuterstal bis kurz vor Rappen, hinter dem unteren allein ein kurzer Entwässerungsgraben zur Jagst; an der Gegenseite der westlichen hat ein Kleinbach ganz im Süden eine kurze Klinge zur Jagst eingerissen, die Konkurrenten weiter im Norden an diesem Teil der Einzugsgebietsgrenze entwässern zur unteren Kessach.
Das Waldgebiet im Norden zerfällt etwa halb-halb in einen westlichen Teil, der zur Stadt Widdern und einen östlichen, der zur Gemeinde Jagsthausen gehört. Der oberste Lauf nach Südwesten ist zunächst Grenzbach zwischen den beiden Kommunen, danach steigt die Grenze langsam den rechten Talhang hinauf. Der Jagsthausener Ort Olnhausen ist der einzige Siedlungsplatz im Einzugsgebiet.

## Natur und Schutzgebiete
Das Tal gehört etwa ab dem beginnenden Südlauf des Baches und bis zu dessen Mündung dem großen Landschaftsschutzgebiet Jagsttal zwischen Jagsthausen und Möckmühl-Züttlingen mit angrenzenden Gebietsteilen entlang der untere Jagst an, den Olnhausener Ortsbereich allein ausgenommen.  Dem eingetieften Tal folgen in halber Höhe am rechten Hang Feldgehölze an der Grenze zwischen den Äckern oberhalb und dem als Grünland genutzten rechten Talgrund. In der Klinge hat der Bach ein einen bis zwei Meter breites, blockschuttreiches Bett aus felsigen Platten, hier kann er sommers unter anderem wegen Versickerung im Muschelkalk trockenfallen. Links über dem Talknick vor Olnhausen liegt, von Hangwald eingefasst, ein verbuschter Trockenhang mit alten Steinmauern und Steinriegeln. Weiter abwärts über Olnhausen schon am rechten Jagsttalhang gibt es ein noch stärker offen gebliebenes Trockenmauerngebiet, das von altem Weinbau zeugt.

## Hochwasserrückhaltebecken Knüttelbach
Das am Mittellauf vom Bach durchlaufene, 1981 als 6 m hoher Erddamm errichtete Hochwasserrückhaltebecken Knüttelbach wird vom Wasserverband Ette-Kessach in Mulfingen betrieben. Es liegt gewöhnlich trocken und kann bis zu 4800 m³ Hochwasser zurückhalten, das danach ungesteuert abfließt.

### LUBW
Amtliche Online-Gewässerkarte mit passendem Ausschnitt und den hier benutzten Layern: Lauf und Einzugsgebiet des Knüttelbachs

Allgemeiner Einstieg ohne Voreinstellungen und Layer: Daten- und Kartendienst der Landesanstalt für Umwelt Baden-Württemberg (LUBW) (Hinweise)
1. 1 2  Höhe nach dem Höhenlinienbild auf dem Hintergrundlayer Topographische Karte.
2. 1 2 3  Höhe nach schwarzer Beschriftung auf dem Hintergrundlayer Topographische Karte.
3. ↑  Höhe nach blauer Beschriftung auf dem Hintergrundlayer Topographische Karte.
4. ↑  Länge nach dem Layer Gewässernetz (AWGN) mit zusätzlich einem kleinen,  auf dem Hintergrundlayer Topographische Karte abgemessenen Oberlaufstück, das beim Polygonzug nicht berücksichtigt wurde.
5. ↑  Einzugsgebiet der Olnhausener Wasserkraftanlage nach dem Layer Basiseinzugsgebiet (AWGN), davon abgezogen der kleine abgemessene Einzugsgebietsteil auf dem Hintergrundlayer Topographische Karte, der ohne Umweg über den Knüttelbach in den dortigen Mühlkanal fließt.
6. ↑  Schutzgebiete nach den einschlägigen Layern, Natur teilweise nach dem Layer Biotop.

### Andere Belege
1. ↑  Wolf-Dieter Sick: Geographische Landesaufnahme: Die naturräumlichen Einheiten auf Blatt 162 Rothenburg o. d. Tauber. Bundesanstalt für Landeskunde, Bad Godesberg 1962. → Online-Karte (PDF; 4,7 MB)
2. ↑  Geologie nach den Layern zu Geologische Karte 1:50.000 auf: Mapserver des Landesamtes für Geologie, Rohstoffe und Bergbau (LGRB) (Hinweise)